# ラストマン (ユーロマンガ)
『ラストマン』（原題：Lastman）は、バラック、バスティアン・ヴィヴェス、ミカエル・サンラヴィル3名の共作によるフランスの漫画作品（バンド・デシネ）。
本国では2013年より単行本が発売されており、全12巻予定。日本では2016年より邦訳版が刊行され、第1部完結までを描いた第1巻から第6巻までが出版されている（2019年5月現在）。また、同年にはゲーム化、そして主人公リシャールの10年前の姿を描く前日譚が、テレビアニメとして放送されている（日本未放送）。

## 概要
漫画にしてバンド・デシネでもあり、双方のメソッドや作法・文法を融合したスタイルの作品。作者3人は同じアニメ学校出身で、共に過ごした1990年代後半にフランスで流行していた日本の漫画やアニメに影響を受けている。また、『バクマン。』などから作画、脚本など担当別にチームで制作する手法を参考にしており、1週間で約20ページという制作速度も日本の漫画方式をベースにしている。
ジャンルや内容は、例えば主人公の1人であるアドリアンが10歳前後の少年であるように少年漫画の範疇ではあるものの、濡れ場が描かれるなどアダルトな表現も用いられており、カテゴリを限定されてはいない。これに対して日本の読者がショックを受けたことについて、作者らはあえて少年漫画のコードに限定しなかったことでの興味深い反応だと捉えている。また、漫画批評家の夏目房之介は、この手の領域に「日本の漫画的かどうか」を議論するのは困難だとし、柔道のように国際的な世界基準ができていくと評している。

## あらすじ

### 第1章（第1巻 - 第2巻）
とある辺境「王家の谷」。ここでは精霊に祈りを捧げる事で使える魔法が発達しており、体術と組み合わせた独自の武術が盛んな地域である。今年も各学校から選出された者たちが、王家の主催する格闘トーナメント「国王杯」に出場し優勝を目指し、念願の出場枠を決めた少年アドリアン・ヴェルバもまた、その中の1人として貧しい生活から脱すべくチャンピオンを夢見ていた。しかし試合当日、パートナーの突然の急病で出場権を失い途方に暮れるアドリアン。その時、謎の中年リシャール・アルダナが声をかけてくる。得体の知れない男を怪しむ母マリアンヌをよそに2人はタッグを組み大会に出場、意外なリシャールの実力で快勝を重ねていく。

### 第2章（第3巻）
残された足取りと地図を元にリシャールを追い、王家の谷を出たヴェルバ親子。広大な砂漠で地元警察の罠にかかりアドリアンに危険が及んだその瞬間、風の魔法で十数人の警官たちを一掃するマリアンヌ。驚く息子をはぐらかし港町ニリポリスに着くが、情報収集の最中、追ってきた警察らに出くわし娼館に匿って貰うことになる。その一方で、ヴェルバ親子に接触しようとする第3の勢力が2人に迫っていた。

### 第3章（第4巻 - 第6巻）
近代都市パックスタウンの格闘技イベント「ファイト・フィスト・フューネラル・カップ」。通称FFFCにタッグで出場したヴェルバ親子は魔法での活躍と、元FFFC王者であるリシャールとの関係を巡るポップスターのトミエ・カタナを巻き込んだメディアの過熱報道で一躍時の人となる。そして街を裏から牛耳るミロ・ゾティスからヴェルバ親子を盾にイベント出場を促され承諾するリシャール。そこにパートナーとして現れたのは、かつて下した国王杯歴代最強の王者クリスト・キャニオンだった。一方、フリー記者ピーターはアドリアンの持つ本に描かれた獅子の紋章と、襲ってきたゴロツキの指輪のシンボルの一致に疑問を抱く。調査の結果、獅子結社に辿り着いたピーターがアドリアンらの下に駆け付けると、そこは既に獅子結社の刺客ゾンビ兵との戦闘の真っ最中であった。また王家の谷では国の平和を脅かす存在としてリシャールを捕縛する計画を国王が決断。封印していた王立衛兵隊を再結成しリシャール包囲網を着々と固めていた。

## 登場人物

### メインキャラクター
アドリアン・ヴェルバ
本作の主人公。王家の谷出身で8～9歳の少年。国王杯での優勝を目指し、日々武術学校での訓練に勤しんでいるが、年齢や体格差の激しい試合では一度も勝てたことが無く、実力は未熟。しかし、リシャールの教えや緊迫した試合の最中で才能が開花していき、子供ながらに逞しく成長する。獅子結社壊滅後、リシャールを加えた3人で王家の谷に帰るが、王立衛兵隊のチェスターに谷に突き落とされ生死不明となる。
性格は基本的に大人しく優しい、母親思い。同じ修行仲間のエロルナに恋慕の面がある。
リシャール・アルダナ
もう1人の主人公。国王杯の優勝カップを目的とし、アドリアンに言葉巧みに近づきタッグを組んだ大柄の中年で流れ者。筋骨隆々の逞しいフィジカルとボクシングをベースとした格闘術で、魔法をものともせず並み居る強敵たちを薙ぎ倒す実力を持つ。元々FFFCの王者チームだったが、とある事情で落ちぶれる。王家の谷では、自分のせいで危害が及ぶことを恐れヴェルバ母子から離れたが、パックスタウンにまで自分を追ってきた彼女らを巻き込んだ獅子結社との戦いを経て一緒になる選択を取る。しかし王家の谷で待ち構えていた王立衛兵隊に捕らえられ牢獄される。
粗暴で乱雑な性格だが、子供に対しての面倒見は悪くなく、また決してハンサムではないが女性にモテる才能もある。
マリアンヌ・ヴェルバ
本作のヒロイン。王家の谷にあるパン屋で働く、アドリアンの母親。聡明で気が強く、スタイル抜群の行動派美人。常に息子に味方する母性豊かな女性であり、女手一つで家庭を支えるたくましいシングルマザーでもある。マリアンヌの作るパンは絶品でファンも多い。実は魔法の達人であることを長年息子にすら隠していたが、とある事件を経て実力や外の世界との繋がりを解禁する。
当初は素性不明で息子を利用しようとするリシャールを訝しがっていた。しかし国王杯での彼の活躍や3人で接していく内に惹かれ、急速に仲を深める。その後、クドナ卿の姑息な罠に嵌って憤りを隠せないリシャールを慰めるため、国王との会食中に身体を重ねて以来、恋人となる。パックスタウンではミロやエンリコの思惑に巻き込まれ拉致監禁されるが、無事に助けられリシャールを追う旅も終わる。しかし安堵も束の間、王家の谷に帰郷した直後、検問していた王立衛兵隊のチェスターに刺殺される。
クリスト・キャニオン
王家の谷に住む武術の達人で、国王杯における無敗の王者。歴代でも最強と評される。リシャールを超える体格の持ち主で、背中まで伸ばした豊かな金髪とピエロのような仮面を常につけているのが特徴。言葉少なく寡黙であり、戦う相手への敬意を重んじる。魔法は使えるが試合では使用せず恐るべきスピードで相手を圧倒し、相手の反撃すら許さぬ電光石火の技「千手拳」を使う。またパワーも圧倒的で、分厚い鉄板の扉や壁などを破壊する。国王杯決勝でリシャールに破れた後、Hの手引きでパックスタウンに渡りFFFCの出場選手としてリシャールとタッグを組み、テロが勃発してからも行動を共にする。エンリコの野望を阻止した後、王家の谷には戻らずパックスタウンに残った。
実は女性。かつて王家の谷に存在した最強の一族カーロの最後の生き残りであり、生殖のための奴隷だったが反旗を翻し一族を滅ぼしている。
トミエ・カタナ
パックスタウンを拠点に活躍する、類まれなるスタイルと美貌でメディアを席巻するポップスター。リシャールの元妻。その爆乳は整形疑惑が度々議論されるほど絶賛を得ており、歌もプラチナディスクを受賞するほど人気だが、歌手としての一般的評価は低い。
タレントとして売れるために数多の男に取り入ってきた世渡り上手の悪女で、ドラッグを常用している中毒者。パックスタウンで事務所を通じてヴェルバ親子と知り合い、マリアンヌとの対比をイベントに利用されるが、3人の仲は良好。FFFCのイベント中、テロに巻き込まれ死亡するが、獅子結社の手術によって蘇る。
キャラクターのモデルは、セクシー女優のHitomi。元々彼女のファンであったヴィヴェスが起用し、漫画のメイキングビデオにも女性編集者として登場している。
ピーター・ヴェルカイック
フリーのジャーナリスト。ミロの悪行をスクープしようと動く傍ら、FFFCへのチェックに余念がない。身体が小さくドジで、基本的にさえない一般人に過ぎないが、フットワークの軽い行動派で、勘が良く、獅子結社にピンポイントで迫る情報を手繰り寄せる仲間を持つなど顔も広い。また正義感が強く、トラブルに巻き込まれても全くへこたれない根性を持つ。

### 王家の谷
ヴァージル王
王家の谷の国王。ヴェルバ母子の失踪と流れ者リシャールとの関係が、予言にあった国への災いに繋がると結論し、リシャールを捕らえるため、封印していた王立衛兵隊を再結成する。
エフィラ王妃
王家の谷の王妃。型破りなリシャールに興味を持ち、はっきり好みだと伝える手紙をよこすなど行動派な面が見られる。
イグナシオ・クドナ卿
王家の谷における貴族であり、無敵の王者クリスト・キャニオンのパートナーを務める実力者。側近のサコヴァや配下を使い大会出場者の動向を詮索し状況を常に把握している。リシャールの秘密を知ってからは彼に執拗に揺さぶりをかけるが、決勝で叩き伏せられる。その後、再結成された王国衛兵隊の隊長に任命される。
マリーエレーヌ・サコヴァ
クドナ卿の側近。主に情報収集を得意とする密偵であり、武術や銃器をも扱う女傑。左の目元にホクロのあるグラマーな女性で、外界に興味を持ち、度々リシャール誘惑する。
チェスター・モルガン
エルロナの父親。王家の谷の実力者で、王立衛兵隊が再結成された際、騎士に復帰する。
ダニ・ヤンセン
王家の谷で武術を教えるカシの学校の師範。実力者のイグナシオ卿には能無しと評されてはいるが、後に優勝するアドリアンやグレゴリオ、エロルナなど優秀な生徒を育てる手腕や先見の明はある。アドリアンの母マリアンヌに異性として惚れ長年口説き続けており、夕食に応じられた時は涙を流すほど喜んだが、想いを爆発させるタイミングに恵まれず、その恋は実らなかった。
グレゴリオ・レンプキン
カシの学校の生徒。学校内で一番強く実力はあるが、プライドが高く傲慢な部分がある。国王杯でエロルナとタッグを組み、彼女とは公私におけるパートナーでもある。後に王国衛兵隊に所属する。
エロルナ・モルガン
カシの学校の生徒。まだ精霊攻撃が出来ないが、リシャールが一目置くほど高度な体術を使う女子。国王杯ではグレゴリオとのタッグでトーナメントを勝ち進みアドリアンたちと当たる。グレゴリオとは恋人同士であり、一度アドリアン戦を経てその関係を改めが、後に王国衛兵隊に所属した時には2人の関係は回復している。
ヴラド
カシの学校の生徒。国王杯でアドリアンのパートナーを務めるはずだったが、疑惑の腹痛を起こし休場。過去にも同じ突発的な病状でエルロナを巻き込んでいる。
ソアレス兄弟
アドリアンたちが国王杯で初対戦するチーム。リシャールと同等の体格で風の魔法を操る双子の兄弟。兄ラモンがアドリアンを場外に吹き飛ばすも精霊への礼拝中にリシャールの一撃を食らい、激昂した弟もまるで歯が立たず2人とも敗れ去る。
アルプス
体格がリシャールの2倍近くある屈強な戦士。国王杯では妻のアリッサと組み準決勝でアドリアンたちと戦う。虎の精霊の力を借りる火拳を駆使する強敵だが、技を見切ったリシャールに右腕を折られ敗北。交代したアリッサが我を忘れて飛び掛るのを見て思わず試合に横入りしてしまう。
アリッサ
国王杯の準決勝でアドリアンたちと対戦するチームの女戦士。マスクで顔を隠し相棒の力技とは逆にスピードを生かした戦法をとる。リシャールとは一夜を共にした間柄であり、マスクを剥がれ素顔を見られた瞬間謎のスイッチが入り、試合中にも関わらず公衆の面前で衣服を引き裂き彼にセックスを迫るが、思わず割って入ったアルプスに止められチーム失格となる。
オニ
アドリアンのペット。以前は賢く躾のなされた動物だったが、イグアナの女王の息吹に近付いてからは野生に戻ってしまう。

### ニリポリス
パトリス
港町ニリポリスの警察官。「ピンポーン」が口癖で乱暴な取締りを行使する。砂漠に張った罠から抜けたヴェルバ親子を追う。
フランシス・サリバン
ニリポリスで娼館を経営する青年。母の面影があるマリアンヌを見て、警察からヴェルバ親子を匿い、宿として部屋を提供する。面倒見がよく気が利き行動力もあるが、争いには全く向かない性格。パックスタウンに向かうヴェルバ親子にフィオナの連絡先を渡す。
フロール
フランシスの売春宿で働く娼婦。黒髪のエキゾチックな美女でかなり気が強い。フロールは源氏名で、本名はベアトリス・バーケット。アドリアンからは絵本の登場人物「十字架の魔女」に例えられ気に入られている。
ウィンチェスターらがマリアンヌを捕まえるために宿に踏み込んだ際に抵抗し侮辱罪で一緒に連行される。裁判の時には、身体（一夜権）を張って彼女の弁護を依頼するなど豪気で仲間想い。
レイヴン
ニリポリスの検事。虐殺ショーと呼ばれる格闘裁判で何人もの弁護士を潰している。マリアンヌの裁判で彼女に一撃で倒される。
ドラクロワ
レイヴンの同僚。サイボーグであり、体内にミサイルを装備している。マリアンヌに倒される。
ウィンチェスター
ニリポリスの裁判官。自ら捜査し逮捕・拘束する権限を持ち、身勝手でおおよそ法律とは思えない裁きで判決を下す。ヴェルバ親子の裁判の際、マリアンヌに恐れを抱くが結局予定調和な判決を貫き、結論に納得出来ない傍聴席の観客たちに反対され全てを破壊された。
ニリポリスの権力者
無数の点滴を付けた車椅子に乗る余命間近の老人。人工の発声器を使い話す。王家の谷の不老不死伝説を信じ、自身の身体を回復させるため、手段を問わずそれらに関係するあらゆる情報を集めている。
ウルリコ
褐色肌の筋肉男。フローラの依頼に唯一名乗りを上げマリアンヌの弁護を買って出るも、レイヴンに全く歯が立たず敗れる寸前で彼女からクビを宣告される。

### パックスタウン
ミロ・ゾティス
パックスタウンを裏から牛耳るマフィアのボスで、FFFCのプロモーター。因縁のあるリシャールを復活させイベントに利用しようと追跡し、ヴェルバ親子に目を付け選手としてデビューさせる。興行の成功とリシャールの暗殺を目論んでいたが失敗、同時に起きたエンリコのテロにより自社ビルの窓から落とされ殺害される。
H（アッシュ）
ミロの側近。長年ミロの手下を務め、リシャールとの仲も長い。その正体は獅子結社を追う刑事。クリストとも密かに協力関係を結んでおり、エンリコのテロを切っ掛けにリシャール側に回る。
エンリコ・エレニアック
パックスタウンのマフィア。FFFCスポンサーの1人でセクター売人の元締め。正体は現獅子結社の首領で、セクターなどのアニトランと呼ばれるドラッグを発明した天才科学者でもある。ドラックとエーテルを掛け合わせ、死を超越し超常現象的な能力を持つ兵士を作り出す。王家の谷を目的とし、そこへの地図や国王杯、ヴェルバ母子を狙う。追ってきたリシャールたちに計画を阻止され逃亡を図るも、最後は降ってきたソネの上半身の下敷きになり死亡した。
デューク・ダイヤモンズ
獅子結社の幹部。王立衛兵隊を模して結成された護衛兵の1人で電撃を操る。元々はFFFCチャンプ時期のリシャールの相棒。ドラッグ常習者で一度オーバードーズにより死亡しているが、エンリコの手により蘇る。かつて自分を裏切ったと思い込みリシャールを狙うも、止めを刺す寸前、我に返る。その後幹部のピロごと自爆。
コーディ・ブレア
獅子結社の幹部。王立衛兵隊を模して結成された護衛兵の1人で超低温の冷気を操る。王家の谷への地図を探す途中トミエに遭遇し殺そうとするが、クリストに阻止され敗北。元は落下傘部隊の中佐。パックスタウン南地域の実力者だったが、ミロに歯向かいHが殺害。記録では麻薬取締の作戦中、マフィアによる殺害となっている。
エヴォ・ソネ
獅子結社の幹部。王立衛兵隊を模して結成された護衛兵の1人で、極めて頑強な身体を誇る。クリストの攻撃や魔法はおろか、機関銃の弾丸も通さず手榴弾やC4爆弾の爆発すらものともしないが、母を助けるため飛び出したアドリアンの一撃によって粉砕され死亡する。元は葬儀屋。75もの墓を荒らし、パックスタウン市長の棺の中でオーバードーズにより死んでいるのが発見されている。
Fr・ファブル
獅子結社の幹部。王立衛兵隊を模して結成された護衛兵の1人で超高温の炎を操る。通称ピロ。基地に侵入したリシャールらの前に立ちはだかるが、裏切ったデュークの強襲を受け、自爆に巻き込まれる。元は消防士で、アニトラン倉庫の火事に巻き込まれ焼死している。
トム・マーター
獅子結社の幹部。王立衛兵隊を模して結成された護衛兵の1人で、精神操作や幻術などのサイキックを操る。通称Psy（サイ）。クリストに目を付け、マインドコントロールで配下にしようと企むも、内面を見誤り失敗し絞殺される。元は歌手でロックスター。毎年恒例だったパックスタウンのコンサートにて、舞台上でオーバードーズ死している。
マルコム博士
獅子結社の科学者。製薬会社ファルマゾーの社員だった時期にエンリコと知り合い、セクターの件でクビになった所を引き抜かれ結社入りする。トミエの手術を成功させるが、リシャールたちによる尋問の最中、乱入した兵士らの掃射から流れ弾に当たり死亡する。
バニュス
FFFCのスター選手。過去の大会決勝でのリシャールとの因縁を持ち、対戦を熱望する。ヴェルバ母子が試合を棄権した際、リシャールの挑発を受けリングに上がりKO寸前まで追い詰めるが、助けに来たアドリアンとの連携技で敗北する。
フィオナ・メリー
パックスタウンの芸能事務所ゾティスIncで代表を務める中年女性。フランシスの伯母でヴェルバ親子の面倒をみるが、ミロとの裏取引やスキャンダルを利用したメディア戦略など強かな面を隠さない。
ベルタ・ペドン
パックスタウンの報道レポーター。見事な巨乳を持つ。ププーンという名の猫を飼っている。カクテル「コスモポリタン」が好物。

## 世界観・用語
王家の谷
ヴァージル王によって統治されている国。精霊への礼拝で使える魔法と体術を融合した武術が盛んで、毎年格闘大会を開催している。王国の外は魔物の跋扈する闇で広がっており、イグアナの女王の息吹と呼ばれるエーテルの境界により国は守られている。獅子とイグアナを二神とする。
国王杯
王家の谷の国王が主催する武術トーナメント大会の名称であり、また優勝チームに送られるカップの名称。元は5つの武術学校の優秀な生徒から大会出場者が選出されていたが、現在では飛び入りでもエントリー可能になっている。
聖なる本
王家の谷の歴史を記した本。戦争に勝利した王家の谷側に沿った内容。オリジナルは王立図書館に存在し、アドリアンが持っている本は複製品。
暗黒時代
かつて王家の谷が戦争と飢饉に見舞われた時代。周辺のエーテルの境が損なわれ、外界から魔物が襲撃したが、ヴァージル王の祖先である善王テオドールが5人の騎士と協力し解決に導いたとされる。
王立衛兵隊
王家の谷の暗黒時代に降臨した伝説の騎士。雷を操る空のオークレール、氷を操る川のダール、風を操りサイキックパワーを持つ風のマルソ、破壊できない強靭な肉体を持つカシのアッティカ、炎と溶岩を操る火のファロの5人。それぞれが超常的な能力を有し、善王テオドールによって国王直属の護衛となった。その後、紋章と力を5つの武術学校が受け継ぎ、有志の際には各学校最強の者が衛兵隊となるが、ある事件により現在では解体され、学校のみが残っている。
カーロ
かつて王家の谷、東の地に住んでいた戦闘民族。聖なる本では魔物とされるが、実は王国に唯一対抗できた人間の勢力である。王家の谷でも最強の力を誇ったとされ、さらに一族の中で最強の男だけが象牙の仮面をつける。戦士の一族として情け容赦無い掟を持ち、弱者は殺され、女は全て監禁され生殖の道具となる。後に謀反を起こしたクリスト・キャニオンの手によって根絶やしにされ、彼女が一族最後の生き残りとなった。
獅子結社
かつて（第1部より10年前）存在した秘密結社。イグアナ湾を拠点に非合法な活動を行っている。王家の谷を見つけるため殺人を犯し一度解体させられたが、エンリコによって再建した。政治や警察・司法などあらゆる組織にメンバーが潜んでいる。
イグアナ湾
獅子結社の拠点。主に研究施設として運用され、セクターの量産やエーテル、王家の谷に関しての研究が行われている。また、王家の谷に伝わる王立衛兵隊の魂が眠る場所とされる。
アニトラン
エンリコが開発した脱法ドラッグ。人間と他生物のDNAを総合し同化させる効果を持ち、ベースとなる生物の能力を付加させる。その効能ゆえに愛好者が後を絶たないが、依存性も高く問題になっている。牛をベースとした「ムームー」、ハチドリをベースとした「プリュン」、ベース不明「セクター」の3つがある。
セクター
アニトランの一種で、完全な失敗作。延命効果があるが、副作用が強くそのストレスで精神を病む者が多い。心臓への負担も高く、中毒者の多くは死に至る。またトゲが生えるなど身体が変質する傾向も見られる。問題が発覚し製作社ファルマゾーが回収するも間に合わず、新たにエンリコが量産を続けており、相当数が出回っている。
護衛兵（獅子結社の幹部）
エンリコにより王立衛兵隊を模して作られた殺人マシーン。ベースは、いずれも重度のセクター中毒者の死体から選ばれており、セクターにエーテルガスを加えた溶液を注入され死から蘇る。成功率は低いが、特殊な能力を持つことが出来る。またチューブや専用の呼吸器を装着しなくてはならない弱点がある。

## 書誌情報

### 単行本
- バラック、バスティアン・ヴィヴェス、ミカエル・サンラヴィル『ラストマン』 原正人訳、ユーロマンガ合同会社/飛鳥新社〈ユーロマンガ・コレクション〉、既刊6巻 
  1. 2016年8月9日発売、ISBN 9784864105101
  2. 2016年10月5日発売、ISBN 9784864105163
  3. 2016年12月13日発売、ISBN 9784864105361
  4. 2017年2月7日発売、ISBN 9784864105422
  5. 2019年1月25日発売、ISBN 9784864106696
  6. 2019年4月24日発売、ISBN 9784864106726

### 関連商品
- 『Lastman sexy sirene』バラック、バスティアン・ヴィヴェス、ミカエル・サンラヴィル、Kévin Trantkat、Ohm、Alexis Bacciなど、Casterman、全1巻、2014年3月19日発売、ISBN 9782203078505
- 『Lastman Stories :Soir de match』Alexis Bacci、バスティアン・ヴィヴェス、Casterman、全1巻、2018年1月24日発売、ISBN 9782203121966